# Desa Tersana (administrativ by i Indonesien, lat -6,56, long 108,34)
Desa Tersana är en administrativ by i Indonesien.   Den ligger i provinsen Jawa Barat, i den västra delen av landet, 170 km öster om huvudstaden Jakarta.